# Pedro Gonzáles
Pedro Gonzáles (ur. 19 maja 1943) – piłkarz peruwiański grający podczas kariery na pozycji pomocnika.

## Kariera klubowa
Pedro Gonzáles podczas kariery piłkarskiej w klubie Universitario Lima. Z Universitario trzykrotnie zdobył mistrzostwo Peru w 1966, 1967, 1969.

## Kariera reprezentacyjna
W reprezentacji Peru Gonzáles zadebiutował 28 lipca 1967 w przegranym 0-1 towarzyskim meczu z Urugwajem. W 1970 Gonzáles uczestniczył w Mistrzostwach Świata. Na turnieju w Meksyku był rezerwowym i nie wystąpił w żadnym meczu. Ostatni raz w reprezentacji wystąpił 23 kwietnia 1973 w wygranym 4-0 towarzyskim meczu z Panamą. Od 1967 do 1973 rozegrał w reprezentacji 16 spotkań.